# 斯坦利·多南
斯坦利·多南（英語：Stanley Donen，1924年4月13日—2019年2月21日）是一位美国电影导演、制片人和舞蹈指导，最知名的作品是1952年的《雨中曲》和1949年的《锦城春色》，两者都是由金·凯利主演的歌舞片。他其它比较知名的作品还包括：《七对佳偶》、《谜中谜》、《王室的婚礼》、《钓金龟》、《甜姐儿》、《失魂记》和《丽人行》。电影艺术与科学学院曾于1998年授予他荣誉奖，2004年威尼斯电影节也授予他职业金狮奖。他还被专业影评人大卫·昆兰誉为“好莱坞音乐剧之王”。多南一共结过5次婚并有3个孩子，1999年至今他的女友是电影导演和喜剧演员伊莲·梅。
斯坦利·多南的事业开始于百老汇，他在导演乔治·艾博特手下的舞蹈组中工作，并且也在这里与金·凯利成为朋友。1943年他前往好莱坞开始从事编舞工作，并于1949年和凯利合作拍摄了《锦城春色》，然后他成为米高梅公司制片人阿瑟·弗里德手下的签约导演并拍出了多部获得好评的电影。1952年他与凯利一起执导了歌舞片《雨中曲》，这是两人职业生涯中最富盛名的作品，也被认为是电影史上最经典的歌舞片。烂蕃茄上收集到的47篇专业评论文章显示影评人对其好评度竟达100%，同时也在美国影艺协会于1998年评选的AFI百年电影史百大经典电影中名列第10位，并在十年后再次进行的评选中名列第5位，也是其评选的AFI十大类型十大佳片中排名最高的歌舞片。不过，多南与凯利的关系在1955年两人的最后一次合作《好天气》拍摄过程中恶化，他也在1957解除了与米高梅公司的合同并成为一位独立制片人。在歌舞片开始失去观众时，多南将事业的重心转向了喜剧。他直到1960年代末期的电影都很成功，之后才逐渐开始失去观众。1990年代和2002年，他曾短暂以导演身份回归舞台。
多南将好莱坞歌舞片从后台音乐剧这种歌舞部分与电影相对独立的艺术形态转变为更加一体化的形式。在他的指导和影响下，歌舞部分成为剧情的组成部分而加以发展。而在多南和凯利以前，好莱坞的歌舞片经常设置有一个百老汇式的舞台背景，歌舞表演更像是舞台剧的一部分。但多南和凯利则将之制作为更加符合电影特点的形式，其中有一些舞蹈是只有在电影中才能成功表现出来的。多南谦虚地表示他所做的只是“恩斯特·刘别谦和雷内·克莱尔执导阿斯泰尔与罗杰斯主演音乐剧的延续，‘我们’并没有让其更真实，而是更不真实了。”电影评论家简-皮埃尔·科尔索登（Jean-Pierre Coursodon）曾说多南对好莱坞的歌舞片作出了“胜过包括文森特·明尼利在内任何人的”革命性贡献。他也是最后一位離世的好莱坞黄金时代电影导演。

## 早年生活和舞台生涯
斯坦利·多南于1924年4月13日出生于南卡罗莱纳州的哥伦比亚，他的父亲莫德凯·莫西斯·多南（Mordecai Moses Donen）是一位服装店经理，母亲海伦·（科恩·）多南则是个犹太推销员的女儿:4–6。1937年8月，他的妹妹卡拉·多南·戴维斯出生:14。虽然成长在一个犹太人家庭，但年青时的多南就成为了一位无神论者:312。他曾形容自己由于是哥伦比亚为数不多的犹太人孩子因此童年过得很孤独和郁闷，并且在学校还偶尔会被反犹太的同学欺负:8。为了应对这种孤独，他年青时花了很多时间到当地的电影院中看电影，并且特别喜欢看西部片、喜剧片和惊悚片。其中对他影响最大的则是弗雷德·阿斯泰尔与金吉·罗杰斯主演的1933年歌舞片《飞到里约》。多南说他“肯定看了这部电影30到40遍。我仿佛被送到了某一个任何事物看起来都让人感到舒适、快乐的神奇世界，我感到充满了幸福感:4。”他还用父亲买给他的8毫米摄影机和投影仪拍摄并放映过家庭电影。
在阿斯泰尔的启发下，多南在哥伦比亚学习了舞蹈课程并在当地剧院中表演:4。全家也经常在暑假期间到纽约市旅游，他就会在那里观看百老汇音乐剧并学习进一步的舞蹈教程。多南在纽约最早的导师之一是于1910年开始教过阿斯泰尔11年的内德·威伯恩:14。16岁那年从高中毕业后，他进入南卡罗莱纳大学修读过一个学期的心理学:333。在妈妈的鼓励下，他于1940年秋搬到纽约开始朝舞台舞蹈生涯奋斗。经过两次试镜后，多南被选中在理查德·罗杰斯和劳伦兹·哈特制作的音乐剧《酒绿花红》中作为伴舞出场。该剧的导演是传奇人物乔治·艾博特，男主角则是崭露头角的金·凯利，他也因此成为百老汇的一颗新星。艾博特之后邀请多南在他的下一部百老汇音乐剧《众星拱月》中继续出演伴舞，他也很快成为该剧的助理舞台经理，凯利也邀请他担任自己的编舞助理:30–31。但最终多南却遭到了解雇:33，不过到了1942年时他又一次在艾博特的剧目《精英乐队》中担任舞台经理兼编舞助理。1946年，多南还曾短暂回到百老汇帮忙为音乐剧《称呼我先生》指导舞蹈曲目:7。

## 电影生涯

### 1943–1949：好莱坞编舞
1943年，米高梅公司一位歌舞片制片人阿瑟·弗里德购买了将百老汇音乐剧《众星拱月》拍成电影的版权，这部同名电影由露西尔·鲍尔、威廉·盖克斯顿主演。多南也来到好莱坞参加了试镜并与米高梅签订了一年的合同:39–40，他之后在片中以一位伴舞演员出镜，并且担任舞蹈指导查尔斯·沃尔特斯的助理:46。金·凯利很快成为一位受欢迎的歌舞片配角演员，多南与米高梅签约后两人的友谊也得以继续。
当凯利到哥伦比亚电影公司与丽塔·海华丝一起主演《封面女郎》时，他得到了一次亲自编排自己舞蹈曲目的机会并邀请多南加以协助:48–49。凯利表示：“斯坦利需要一份工作，我也需要有个靠得住的人来指导摄影师，他明白我的步法，从而可以指挥镜头朝正确的方向跟进拍摄。”多南接受了邀请并担任了3首曲目的舞蹈指导:58。之后他想到一个主意可以让凯利的影子跳出商店的窗户外和真人一起跳舞，导演查尔斯·维多坚持认为这绝对行不通，于是多南和凯利亲自执导了这个镜头:58–66，之后他还花了超过一年的时间来进行剪辑:63–64:10。《封面女郎》令凯利成为电影明星，影片也被许多电影评论家视为歌舞片一部重要的创新之作。之后多南与哥伦比亚公司签订了一年的合同:65并在多部电影中担任舞蹈指导:242,247，不过一年后当凯利在下一部电影中希望得到其协助时他回到了米高梅:67。
1944年多南与凯利在歌舞片《起锚》中担任舞蹈指导，该片于1945年由米高梅公司发行，凯利和法蘭克·辛納屈主演。这部电影中最著名的一场戏是凯利与动画角色老鼠杰瑞一起跳舞的镜头，其动画制作由威廉·汉纳和约瑟夫·巴伯拉监督完成，米高梅公司动画工作室销售总监弗雷德·昆比则是总责任人，不过最初想到最初的概念的却是多南:70。起初他和凯利打算在这场戏中使用米老鼠或唐老鸭，并为此面见了沃尔特·迪斯尼本人进行商讨。但当时迪斯尼正在制作一个有类似理念的动画片《三骑士》，因此不愿意让自己一个角色出现在一部米高梅的电影中:70–71。之后剧组花了两个月拍摄凯利的舞蹈，而多南则花了整整一年这段镜头一帧一帧地加以完善。据巴伯拉所说，“我参加了《起锚》的首映，观众的反应可谓引爆全场。:172”这一段镜头之后还用在了动画剧《蓋酷家庭》的一集中，里面的老鼠杰瑞由斯蒂威·格瑞菲代替。
1944至1946年，凯利加入了美国海军并在其中担任摄影师，而多南则继续担任歌舞片的舞蹈指导。对于这一时期他回忆道：“我在音乐、步伐和摄影等各方面勤加练习，而且经常执导一段曲目，我还力图想出一些怎样拍摄这些桥段的办法。:17”多南还曾表示自己是因为患有高血压而没有入伍:76。凯利退伍归来后，他与多南一起导演并编排了自己在《高调人生》中的舞蹈曲段:18。并在接下来共同开始创作一个有关两位20世纪早期篮球运动员在假期中充当歌舞杂耍演员的故事，之后发展成了1949年上映的电影《出场开赛》，凯利和多南原本期望可以一起亲自执导，但弗里德安排由巴斯比·伯克利出任导演，不过他们还是执导了凯利的舞蹈曲目。影片由凯利、法蘭克·辛納屈以及朱尔斯·蒙辛主演。

### 1949：《锦城春色》
《出场开赛》获得成功后，弗里德给了多南和凯利执导《锦城春色》的机会，该片于1949年发行，根据比提·康登和阿道夫·格林的同名音乐剧改编，讲述了二战后期三位水手在纽约休假时的经历。多南和凯利原本打算整部电影都到纽约进行取景，但弗里德没有接受这一建议，只允许他们在那里拍摄一个星期。
剧组利用这个星期在没有工作室干扰和舞台限制的情况下制作了影片的开场曲目《纽约，纽约》，多南与摄影师哈罗德·罗森直接在纽约市的街道上拍摄了几组镜头，并开创了许多直到10年后法国新浪潮时期才开始流行起来的新拍摄手法，包括360度旋转拍摄、隐藏镜头、跳跃剪辑、镜头朝向的突然变换和启用非专业演员等。多南的传记作者约瑟夫·A·卡斯帕（Joseph A. Casper）表示其中的众多创新“在今天被视为是电影制作的一个转折点”:34。
《锦城春色》的主要演员有凯利、辛纳特拉、蒙辛、安·米勒、比蒂·嘉瑞特、维拉-艾伦，其中凯利、辛纳特拉和蒙辛扮演3位在纽约上岸休假的水手，影片上映后在商业和评论两方面都很成功:34，并荣获第22届奥斯卡最佳配乐奖（音乐剧类），编剧康登和格林也赢得了美国编剧工会最佳歌舞片编剧奖。与奥逊·威尔斯一样，多南执导自己这部处女作时也是25岁，他表示凯利“负责大部分舞蹈动作（设计），我则主要是坐在摄影机后面拍摄剧情和歌舞段落:26。”凯利相信自己与多南“是对好搭档”，“我想我们可以很好地进行优势互补。”

### 1949–1952：米高梅公司合约导演

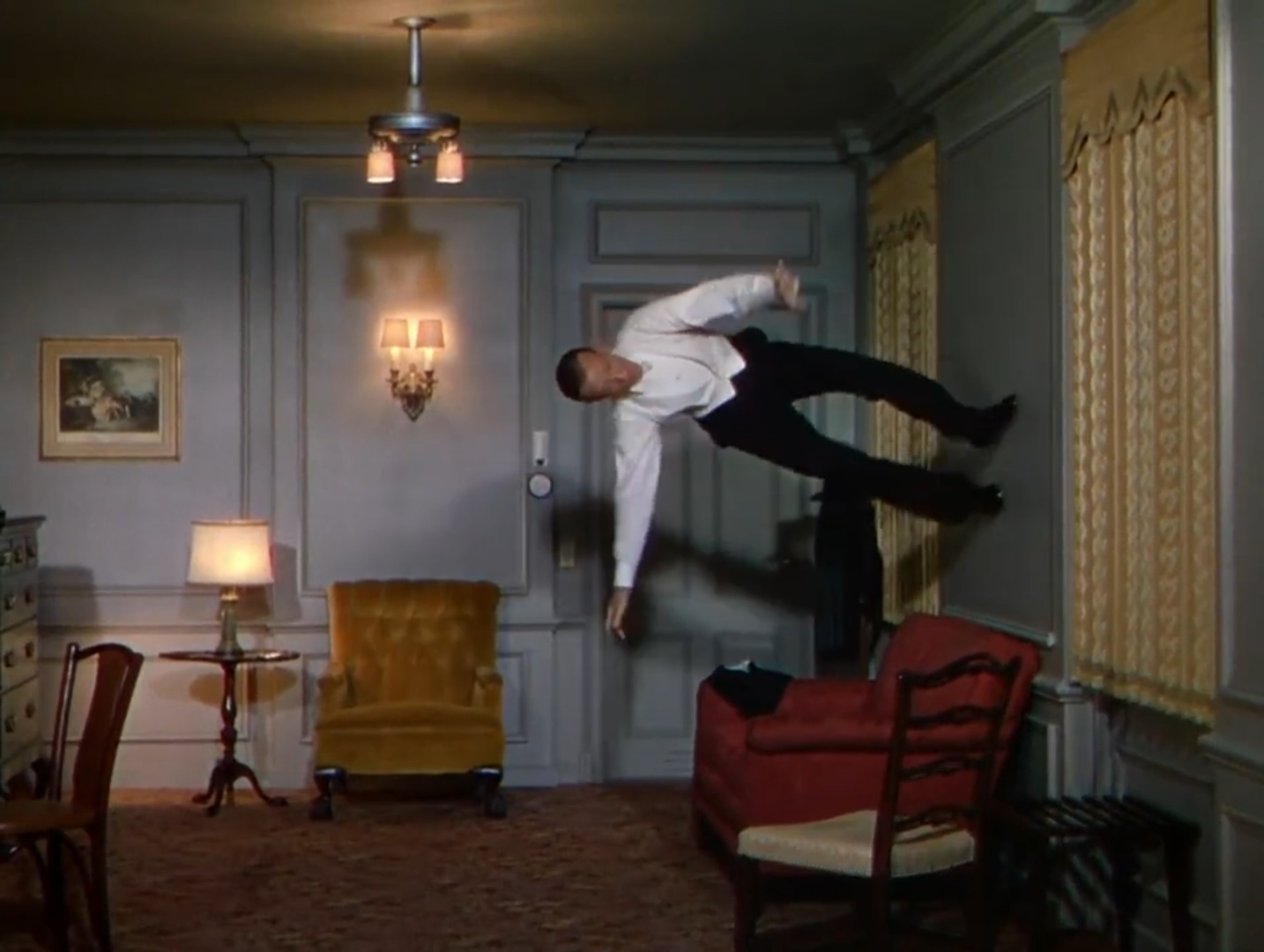
电影《皇家的婚礼》中弗雷德·阿斯泰尔在墙壁和天花板上跳舞，这是利用旋转钢缆等达成的电影特技效果

《锦城春色》大获成功后多南与米高梅签订了一份时长7年的导演合同，他之后两部电影仍是与制片人弗里德合作，但没有凯利的参与。多南由于与当时一位女明星埃丝特·威廉斯出现严重的个人分歧，退出了一部电影的拍摄计划，但惊喜地得到了与自己童年时代偶像弗雷德·阿斯泰尔合作的机会:121–122。
《王室的婚礼》由阿斯泰尔和简·鲍威尔主演，两人扮演一对美国兄妹舞蹈组合，在英格兰伊丽莎白公主殿下和爱丁堡公爵菲利普于1947年11月20日举行的婚礼上表演。起初女主角是由朱迪·加兰来出演的，但之后她因多次缺勤而遭到解雇（这也导致她其后首度试图自杀），鲍威尔取而代之:122–126。
片中鲍威尔与一位富有的英国男子（彼特·劳福德饰）陷入情网，这可能会导致兄妹组合从此告一段落，而阿斯泰尔却也爱上了另一位女子（莎拉·丘吉尔饰）。这样的情节设定从一定程度上是根据阿斯泰尔和姐姐阿黛尔·阿斯泰尔的真实经历改编的，两人之前是一个姐弟舞蹈组合，但姐姐于1932年嫁给一位英国勋爵后就退出了。《王室的婚礼》中有阿斯泰尔最著名的舞蹈曲目之一《你就是我的整个世界》，电影中他违反地心引力先是走上墙壁跳舞，之后干脆跳到了天花板上。这个镜头是通过制作一套旋转钢筋设备拍摄成功的，不过阿斯泰尔与影片歌词作者艾伦·杰伊·勒纳都声称办法是自己想出来的:131–132，影片于1951年发行上映。
1951年多南拍摄了《玉女求凰》，曾因5年前的电影《一代歌王》获奥斯卡奖提名的拉里·帕克斯主演，女主角扮演者则是伊丽莎白·泰勒。帕克斯在片中扮演一位街头艺人经济人，因为各种原因而被迫迎娶一位无辜的年青舞蹈教师（泰勒饰）。多南与凯利都在片中客串出镜:201。影片拍摄完成后超过一年时间都没能发行，因为帕克斯曾在这期间被迫向众议院非美活动委员会承认自己是共产党员并交待其他成员的名字:140。影片终于上映后在商业上也不成功。

### 1952：《雨中曲》
1952年，金·凯利已因主演大获成功并拿下奥斯卡最佳影片奖的歌舞片《一个美国人在巴黎》而成为灸手可热的大明星。他接下来再次与多南合作拍摄歌舞片《雨中曲》，该片将成为两人演艺生涯中最受赞誉的作品，并且也是电影史上最具好评的歌舞片。
弗里德继续担任制片人，比提·康登和阿道夫·格林编剧，摄影师仍然是哈罗德·罗森，主演除凯利外还有唐纳德·奥康纳、黛比·雷诺斯和简·哈根。弗里德希望在片中使用他和作曲家纳西欧·赫布·布朗于1920年代末到1930年代初创作的一些老歌:2，他请康顿和格林围绕这一概念编写剧本，多南和凯利也从前期发展阶段就进行了参与:28。康顿和格林发现很难找到一个合适的故事大纲，两人意识到这是因为那些歌曲大都是在好莱坞经历从无声电影转变为有声电影的1920年代末期创作的。于是两人与多南访问了米高梅公司每一位曾在那个时期闯荡好莱坞的人:19，并将他们讲述的许多轶事也放到电影中，调侃第一部歌舞片制作过程中所遇到的技术困难:148–150。电影中的制片人R·F·辛普森（R. F. Simpson）和导演罗斯科·德克斯特（Roscoe Dexter）也从一定程度上分别是以弗里德和巴斯比·伯克利为原型:162。而其中电影院观众在凯利的角色说出老套对白“我爱你，我爱你”时大笑这一情节，也是参考无声片明星约翰·吉尔伯特在1929年电影《他那光辉的一夜》中说出相似台词时观众们的类似反应:65。多南和凯利还利用了米高梅公司收集的大量过时布置、道具、服装和设备来力图达到更加逼真的效果:80。
在电影中，唐·洛克伍德（凯利饰）和莱纳·拉蒙特（Lina Lamont，哈根饰）是两位好莱坞无声片明星，有声片的出现对他们的职业生涯构成了威胁，因此必须要对自己嗓音加以训练来适应这种变革。在最好朋友科斯莫·布朗（奥康纳饰）和爱人凯茜·谢尔登（雷诺斯饰）的帮助下，洛克伍德将最后一部作品改为了歌舞片，从而挽救了自己的事业，同时也让谢尔登成为一位电影明星。凯利与多南在这部电影的合作过程中相处很融洽，多南发现凯利在片中的一段舞蹈有些过长，但凯利否决了这个意见:164。片中凯利手执黑伞在雨中边唱边跳的段落花了数月的时间来编排，并且多南和凯利也发现有必要在水泥马路上挖一个坑来协助拍摄。
这部电影于1952年4月发行并获得了商业上的成功，票房收入超过760万美元:188。但凯利主演的《一个美国人在巴黎》在1952年3月意外地赢得了奥斯卡最佳影片奖，于是米高梅公司决定将之重新发行，这导致《雨中曲》在多家院线停映，严重影响了其后的票房成绩:169。年底，影片获得两获奥斯卡奖提名，分别是原创配乐奖和女配角奖（哈根）。奥康纳获得了一座金球奖最佳电影男主角奖（音乐剧/喜剧类），而康登和格林则又一次赢得了美国编剧工会的最佳歌舞片编剧奖:187。
起初《雨中曲》只获得了如波斯利·克劳瑟在内一些影评人的温和评价:141:183，直到1960年代末才开始收到广泛好评:169。最早的支持者之一宝琳·凯尔称赞本片“可能是有史以来最过瘾的歌舞片，也几乎是好莱坞最优秀的音乐剧。”1975年该片重新予以发行，并在评论和观众反响上都很成功:141:55。《雨中曲》还于1989年成为美国国会图书馆下属国家影片登记部收入的第一批（25部）电影之一，并在1982和2002年两次入选英国《视听》杂志颇具声望的“十佳电影”名单。查理·卓别林和弗朗索瓦·特吕弗是该片最早的粉丝之一:169，比利·怀尔德也称其是“有史以来最伟大的五部电影之一”:146。

### 1952–1955：《七对佳偶》及与米高梅解约
已经是一位成功电影导演的多南继续为米高梅公司工作，1952年他拍摄了根据真实故事改编的电影《无畏的费根》，卡尔顿·卡朋特在片中扮演一个带着自己驯服狮子去参军的男子。1953年多南又拍摄了歌舞片《彩鳳嬉春》，黛比·雷诺斯、玛吉·钱皮恩和海伦·伍德（Helen Wood）扮演3位相互竞争的舞蹈演员一起争夺在一部百老汇新剧中出演主角的机会。同时出演该片的还有高尔·钱皮恩、鲍勃·福斯和库特·卡兹纳。波顿·莱恩和艾拉·格什温一起创作了片中的音乐。电影中最富盛名的桥段是由雷诺斯和福斯一起表演的。现场拍摄时通过编排在舞台后方制作出两人瞬间被数百个似乎能用手指触摸到气球包围的假象:184。由于福西与高尔·钱皮恩之间发生了严重的分歧，《彩鳳嬉春》的拍摄过程成了多南一次痛苦的经历。这一分歧导致剧组分为对立的两派，雷诺斯、玛吉和高尔分为一派，而多南和福斯则是另一派:182。影片上映后评价不佳，不过多年后却有了明显好转。
多南下一部歌舞片《七对佳偶》的成功巩固了他在没有凯利合作情况下独立发展的地位。影片根据史蒂芬·文森特·本纳特的短篇小说改编，索尔·卓别林和吉恩·德保罗谱曲，约翰尼·梅瑟创作歌词，迈克尔·基德编舞。故事背景是1850年代，简·鲍威尔出演的女主角米莉（Milly）认识亚当（Adam，霍华德·基尔饰）仅几个小时后就嫁给了他。当两人来到亚当位于俄勒冈州边远地区的木屋时，她发现自己丈夫的6个兄弟既不文明又笨手笨脚的，于是决定将驯服这六兄弟当成自己的使命。可万没想到，自己一句反讽之言令六兄弟当了真，他们跑到附近小镇上绑架了6位女子并要与之成亲。这部电影采用了当时新的宽银幕镜头进行拍摄，并以其舞蹈段落，特别是谷仓的一场特技芭蕾舞步而闻名。《七对佳偶》是1954年票房最高的电影之一，并出现在多位影评人的十佳电影榜单上:197。影片也获得了第27届奥斯卡金像奖包括最佳影片在内的5项提名，并最终夺得音乐剧类最佳配乐奖:76。这样的成功着实令米高梅感到意外，公司一开始将更多的资金投入到了这年的另外两部歌舞片《罗丝·玛莉》和《蓬岛仙舞》中，其中后者还是凯利主演的:197。《七对佳偶》获得的利润远远超过这两部电影，甚至超过了《锦城春色》和《雨中曲》。这也成为了多南事业上一个重要的转折点:76。不过小说家弗朗辛·普罗斯严厉地批评了《七对佳偶》，指称这是一部有关强奸的歌舞片，并形容电影有反女性倾向，称其是“有史以来有关男女之间最令人厌恶的电影之一”:188。
1954年末多南还拍摄了《我心深处》，该片是匈牙利裔美国轻歌剧作曲家西格蒙德·隆贝格的一部传记，何塞·费勒出演主角。包括金·凯利和弗里德·阿斯泰尔在内的多位米高梅公司签约演员在片中客串出镜，这也是两人唯一一次出现在同一部电影中。虽然评论界对其反映平平，但隆贝格的成名度和影响力还是令影片在商业上一炮打响:202。
1955年，多南第三次与凯利合作拍摄了歌舞片《好天气》。弗里德担任制片人，康登和格林编剧，安德烈·普列文谱曲，凯利、赛德·查里斯、丹·戴利、迈克尔·基德、多萝莉斯·格蕾共同出演。《好天气》是也是宽银幕镜头拍摄的，最初的设想是作为《锦城春色》的续集。凯利、戴利和基德分别扮演三位二战结束10年后重聚的水手，发现彼此的生活方式都与之前预期大不相同。凯利之前就曾向多南提议过两人再次合作来拍摄本片，但已经成为了一位独立且成功导演的多南并不很情愿接受，两人的友谊也在电影制作过程中恶化。多南也指出，“从第一天开始气氛就很紧张，谁都没有和任何人说话:211。”而且这次米高梅反而不允许剧组再到纽约取景拍摄了:86。《好天气》是一部商业上中规中矩的电影，没能达到《锦城春色》或《雨中曲》的高度。这也是多南最后一次与凯利或弗里德合作。这部影片完成后他也完成了与米高梅所签订的合约，他为其工作的最后一个项目是在1955年7月接替因故离开的文森特·明尼利完成电影《天命》最后4天的拍摄工作:94。

### 1956–1959：导演和独立制片人
多南的下一部电影是与派拉蒙公司制片人罗杰·艾登斯合作的《甜姐儿》，片中虽然包含了4首由乔治·格什温和艾拉·格什温为1927年百老汇同名音乐剧创作的歌曲，但却并不是根据该剧改编的。事实上其大致情节从一定程度上是改编时装摄影师理查德·阿维顿的生活经历，他也是这部电影的视觉顾问，并亲自设计了开场片头。伦纳德·杰西撰写了剧本，并与制片人艾登斯一起谱写了其它音乐曲段。多南和艾登斯一起在米高梅开始了前期准备工作，但却难以安排好阿斯泰尔和奥黛丽·赫本与派拉蒙公司的合约事项。华纳兄弟公司拥有格什温音乐作品的版权，最终经过商讨后各方达成协议，多南得以从之前与米高梅签订的合约中脱身，并且可以分别为派拉蒙和华纳兄弟拍摄他之后的两部电影:229。
阿斯泰尔在片中扮演一位人过中年的时装摄影师，他在格林尼治村一家二手书店发现一位波西米亚风格打扮的知性女子赫本，并将她培养成一位新的模特儿后在巴黎爱上了对方。多南、阿维顿和摄影师雷·琼 (摄影师)共同合作给予了影片一种类似时装摄影的抽象、烟熏风格:231–233。《甜姐儿》参加了1957年戛纳电影节角逐并获得了良好的评价:241，不过《视听》杂志指控影片有反知识分子的倾向:104。
在《甜姐儿》进行前期准备工作期间，多南收到一封他以前的老板乔治·艾博特寄来的信，信中邀请多南将其一部成功的舞台剧《睡衣仙舞》拍成电影，并以他可以在《甜姐儿》中使用格什温的音乐作交换，于是多南接受了这份邀请:229并且于1957年和艾博特一起执导了这部电影。电影版的《睡衣仙舞》由多丽丝·黛和约翰·瑞特主演，理查德·阿德勒和杰瑞·罗斯谱曲，鲍勃·福斯编舞。瑞特饰演一家睡衣厂主管，他与工厂工会组织者（黛）间冲突不断，但之后两人却陷入了情网。这部电影的拍摄一共只花了6个星期的时间:248，多南形容自己与艾博特之间的工作关系轻松而融洽，表示“（艾博特）会打一會兒网球，来片场看上一个小时就回家了:247。”影片上映后的票房成绩只能算中等偏上，不过让-吕克·戈达尔在一篇评论文章中称赞了这部电影并称“多南绝对是歌舞片的大师，《睡衣仙舞》的存在就是为了证明这一点:259。”
多南之后的一部作品是《香吻盟》，加里·格兰特亲自邀请他执导并在多南与米高梅的合约到期前就已经开始了前期准备工作:261。该片在情节上与《锦城春色》严重雷同，格兰特、拉瑞·布莱登和雷·沃尔斯顿扮演三位1944年到旧金山度假的海军军官。与《锦城春色》不同的是，《香吻盟》是一部黑色喜剧，军官无私的英雄气概与他们休假时的自我陶醉和享乐主义形成对比，影片于1957年发行但评价多为负面:122。
在1957年连续推出了3部电影的多南之后成为了一位独立制片人和导演。他之前勉强同意执导《香吻盟》就是为了换取20世纪福克斯同意买断自己与米高梅剩下的合同期限:263。没有了合同义务限制后他与格兰特组建了自己的制片公司并与华纳兄弟签署了发行协议:269。多南将在之后的职业生涯中亲自担任几乎所有自己执导电影的制片人，有些还会以“斯坦利·多南制片公司”的名义发行。
多南和格兰特的制片公司于1958年和电影《钓金龟》一起揭幕，该片根据诺曼·卡拉斯纳的剧本改编，格兰特和英格丽·褒曼主演。由于褒曼的档期问题，影片是在伦敦取景拍摄的。褒曼的角色是一位知名而低调的女演员，爱上了格兰特诠释的花花公子外交官。他告诉她自己已经结婚，而且太太拒绝离婚。但之后褒曼发现他根本没有妻子，于是就找来另一位男子打算演一出双簧来赢得格兰特的感情。这部电影最知名的镜头是身在巴黎的格兰特和伦敦的褒曼间的一通电话，多南使用银幕分割镜头来同步表现两位演员的行为，造成一种似乎两人就躺在一张床上的效果。影片在商业和评论上都获得了成功:131，多南也因此与恩斯特·刘别谦和乔治·库克这样的导演相提并论。
1958年的《失魂记》是多南回归歌舞片的一次短暂尝试，该片也是根据乔治·艾博特的同名百老汇舞台剧改编的，两人仍然像之前的《睡衣仙舞》中那样“共同执导”，但艾博特就是个甩手掌柜:252。音乐、编舞都还是同一帮人马，主要演员则改为泰布·亨特、格温·沃顿和雷·沃尔斯顿（Ray Walston）。《失魂记》是根据《浮士德》传说改编的，一位明尼苏达双城队的粉丝表示愿意出卖自己的灵魂来换取球队胜利。穿着布克兄弟服装的魔鬼（沃尔斯顿饰）满足了他的愿望并将其变成一个肌肉发达的年轻击球手（亨特饰）。为了拍摄球场的镜头，多南在双城队和纽约洋基队的比赛现场安装了多达7个隐藏摄像头:134，这部低成本电影获得了较好的评价，商业上也还算成功:140，另外也是多南在很多年内拍摄的最后一部歌舞片。

### 1960–1969：英格兰
拍摄了《钓金龟》后，多南开始到英格兰定居直至1970年代初:274，歌舞片观众群的日益减少迫使他开始专注于拍摄喜剧片。他发现自己“在伦敦能得到的一大好处是远离好莱坞那你死我活的竞争。不管别人都是怎么做的，或是你曾经的作品已经令人感到满意，你（都可以）只按自己想要的方式来工作。我还可以得到欧洲的（正面）影响：他们看待人生，或是拍摄电影的方式。”1960年代早期，多南还被称赞是当时兴起的英国新浪潮电影运动启蒙人士:180。
1950年代末多南与哥伦比亚电影公司签订过一份拍摄三部电影的非独占合同:277。他履行合约拍摄的第一部作品是1960年的《风流寃家》，改编自哈里·库尼兹的舞台剧，由尤·伯连纳、凯·肯戴尔主演并在巴黎取景。伯连纳扮演了一个强横的管弦乐队指挥，情妇（肯戴尔）对他的坏脾气感到不厌其烦，于是计划先嫁给他再马上离婚来分走他的财产。肯戴尔在影片拍摄期间已病入盲膏，之后没等到电影上映便与世长辞。该片上映后的评论和票房收入都不大理想。
之后多南很快再次与伯连纳及库尼兹合作拍摄《国王与冒险家》，该片也是在1960年发行。伯连纳在饰演一个被流放到希腊罗德岛的美国黑帮分子，另外两位主要演员分别是米基·盖纳和诺埃尔·考沃德，前者被派到岛上安抚伯连纳，后者则是他试图废黜的岛上国王。与前作一样，该片在商业上也不成功，多南甚至承认自己接拍这部电影只是因为他“因个人原因而急需用钱……这也是我屈指可数为了钱而拍电影的几次经历之一。:155”由于连续两部电影都不卖座，哥伦比亚公司取消了与多南的合约。他也因此未能继续制作自己当时希望拍摄的作品：罗伯特·鲍特的《日月精忠》和《再生缘》。两者之后都成为其他导演非常成功的作品:277–278。
多南与格兰特组建的制片公司制作了多南执导的下一部电影《绿苑春浓》，环球影业于1960年予以发行。加里·格兰特和黛博拉·蔻儿扮演了英格兰的一对遇上了财政困难的伯爵和夫人，罗伯特·米彻姆则出演一位爱上了蔻儿的美国石油大亨，简·西蒙斯则饰演一位之前曾是格兰特女友的美国名媛。这部电影在美国的票房表现欠佳，但在英国却很成功，其原作舞台剧也是西区剧院的一个卖座剧目。

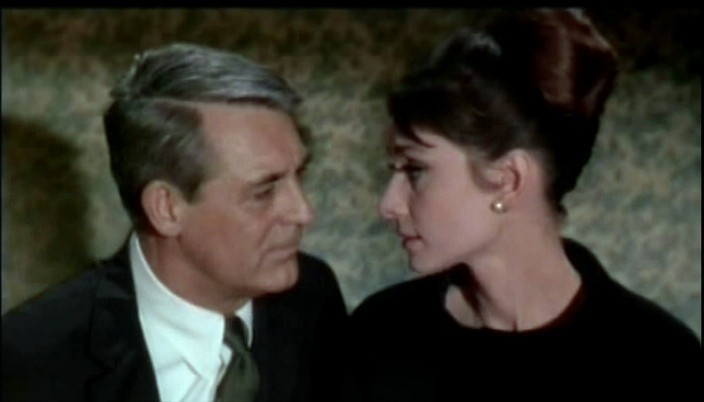
加里·格兰特和奥黛丽·赫本主演的《谜中谜》是多南商业上最成功的电影

1963年多南执导的《谜中谜》是他最受赞誉的作品之一，主要演员有加里·格兰特、奥黛丽·赫本、沃尔特·马修、詹姆斯·柯本和乔治·肯尼迪。多南曾说过他“一直想拍一部像我的最爱之一，希区柯克的《西北偏北》那样的电影。:166”影片也被称为是“希区柯克从没拍出来的一部最好的希区柯克电影。”《谜中谜》是由斯坦利·多南制片公司制作的:288，环球影业发行，彼得·斯通亲自将自己的小说改编为剧本。电影的大致情节是由赫本扮演的瑞姬·蓝伯特（Reggie Lampert）发现丈夫被谋杀，并且（至少）有三个险恶的男子都在寻找他藏在什么地方价值25万美元的黄金。彼得·乔书亚（Peter Joshua，格兰特饰）与瑞姬成为朋友并帮她打退了三名男子，两人之后陷入恋情，只是到了最后似乎每一个人都并不像看起来那么简单。《谜中谜》于1963年12月上旬发行，时间上仅是美国总统约翰·F·肯尼迪被刺杀两个星期以后，因此片中所出现的词“暗杀”（assassinate）也两次以配音方式换成了别的词:292–293。这部电影是多南职业生涯中最卖座的作品:284，并对之后多年的浪漫喜剧惊悚电影产生了很大的影响。影评人朱迪斯·克里斯特称其是一部“时尚而风趣的情景剧”，而宝琳·凯尔则表示影片拥有“一种新鲜感和神韵让（它）与其他任何国家的电影都不一样”并且“可能是（1963年）最优秀的美国电影”:294。2002年乔纳森·戴米执导了《谜中谜》的重拍片《迷情追杀》。
1966年，多南又拍摄了另一部希区柯克风格的电影《谍海密码战》，格里高利·派克和索菲娅·罗兰主演，朱里安·米歇尔和斯坦利·普莱斯编剧，并经过了彼得·斯通未列名的改写:294。派克出演一位牛津大学的美国教授，他是一位古代象形文字领域的专家。一位中东某国的总理请他调查一个使用象形文字编码交流并试图暗杀自己的组织，调查过程中派克遇到了一个又一个谜团，并经常涉及到总理的神秘情妇（罗兰）。这部电影成为了多南的连续第二部大卖作品:294。
1967年多南拍摄了《丽人行》，奥黛丽·赫本和阿尔伯特·芬尼主演，故事由多南亲自构思，小说家弗雷德里克·拉菲尔编剧，影片之后获得了第40届奥斯卡原著剧本奖提名。《丽人行》被称为是多南最专业的电影之一，“其中闪耀着从未显露的激情”并且是“一部真正的电影剪辑教科书”。其复杂且非连续性的主要情节是将4段独立的公路旅行相互交织起来，表现了赫本与芬尼扮演的夫妇12年来的关系。《丽人行》的票房表现适中，评价则非常混杂:185，克劳瑟称其“只是又一个版本的美国商业垃圾”:308。不过《丽人行》也被列为是早期非线性叙事电影的一个典范，并且也是多南最经常被电影专业学生后辈所问起的作品:299。
住在英格兰期间多南成为一栏英国综艺节目的粉丝，并且希望可以与该节目的喜剧双人组合彼得·库克和达德利·摩尔合作，《迷魂阵》就是这次合作的结晶，相当于1958年已经拍过的《浮士德》传说升级版。库克编写剧本而摩尔则创作音乐，主演除两人外还包括伊莲诺·布罗和拉蔻儿·薇芝。摩尔饰演一位单恋上自己同事（布罗）的孤独年青男子并打算要自杀，这时魔鬼现身（库克）并愿意满足他7个愿意来换取其灵魂。《芝加哥太阳报》专业影评人罗杰·艾伯特称赞了电影的反讽手法，称这是一部聪慧且非常幽默的电影，但《时代周刊》则认为这是已知所有《浮士德》主题改编的作品中最站不住脚的一部，《迷魂阵》上映后很卖座:310，并且在美国大学生群体中特别受欢迎:317。多南将之视为他个人最满意的作品，称其为“一部非常私人的电影”并且对他的一生非常重要:191。2000年，《迷魂阵》的同名重拍片《神鬼愿望》（两者的英文片名均为）上映，该片由哈罗德·雷米斯执导，伊丽莎白·赫利和布兰登·费雪主演。
60年代多南导演的最后一部电影是1969年的《楼梯》，改编自查尔斯·戴尔（Charles Dyer）自传改编的舞台剧，达德利·摩尔创作了电影中的音乐，雷克斯·哈里森和理查德·伯顿扮演了一对在伦敦经营一家理发店的同性恋夫妇。这部电影在巴黎取景拍摄，之后获得的评论很不理想，票房上也算不上成功。不过2007年电影评论家阿蒙德·怀特重新评价了本片，称其是“好莱坞难得一见的以充满智慧、幽默和温暖的眼来描绘同性恋经历的电影”，是“一份失落的宝藏”。

### 1970–2003：后期工作
与阿黛尔·比提（Adelle Beatty）的婚姻结束后，多南于1970年回到了好莱坞:203。制片人罗伯特·埃文斯邀请他执导根据大受欢迎儿童读物《小王子》改编的同名电影。歌词作家艾伦·杰伊·勒纳和作曲家弗雷德里克·洛维编写了剧本和片中的歌曲及配乐，影片选择在突尼西亚进行拍摄，史蒂文·华纳在片中扮演男主角，其他主要演员包括鲍勃·福斯、理查德·基利、吉恩·怀尔德等。虽然其中的舞蹈段落并不多，但这仍是多南继1958年的《失魂记》以来的第一部歌舞片。福斯在片中亲自执导了自己的舞蹈曲目。勒纳表示多南会“亲自改变每一个节奏，按自己的意图删除乐句并扭曲每首歌曲的含义，直到所有的配乐都面目全非”。该片于1974年发行，在商业上可谓惨不忍睹。
多南的下一部电影是1974年上映的《幸运女士》，由丽莎·明尼利、吉恩·哈克曼和伯特·雷诺兹主演。明尼亚扮演一位试图在美国禁酒时期将酒类从墨西哥走私到加利福尼亚州境内的女子，哈克曼和雷诺兹则饰演两位为争取女方感情而帮助她贩运私酒的痴心汉子。多南表示自己“非常在乎（这部电影）并为之付出了三年的时间......我认为这是一部非常好的电影”:220。影片的拍摄成本超出了预算，但票房上却并不成功，大部分评论也较为冷淡。不过，杰伊·库克斯称赞这部电影拥有“好莱坞1930年代电影那种光鲜亮丽而且轻佻十足的风格”。
接下来多南拍摄了一部拥有好莱坞怀旧老片主题的作品《电影电影》，影片由ITC娱乐公司制作，拉里·吉尔巴特编剧，全片实际上是两个短片组成的，主要演员包括乔治·C·斯科特、翠施·范·德沃尔、莱德·巴顿斯、埃里·瓦拉赫和迈克尔·基德。《电影电影》在1978年的第29届柏林国际电影节上首映并参加了角逐，但与多南的前两部作品一样，《电影电影》无论商业还是评论上都不成功:228。
1980年，多南拍摄了自己唯一一部科幻片《土星3号》，柯克·道格拉斯、费拉·福赛特、哈威·凯特尔主演。该片的剧本最初是由约翰·巴瑞（John Barry）拿给多南的，他之后还在拍摄过程中担任置景。多南一开始是出任制片人一职，但之后接替了因故而无法继续的导演:228。据多南所说，原本导演所拍摄的镜头中“只有一点点用到了最后完成的电影中”:228。《土星3号》上映后无论商业还是评论上都是一场灾难，多南起初甚至不愿意自己的名字被列到导演一栏中:233。1980年代初多南曾打算执导根据史蒂芬·金同名小说改编的电影《死亡禁地》来拉近与年轻观众的距离，但之后他放弃了这个机会。
1984年的《半熟米饭》是多南执导的最后一部在影院上映的电影。这是克劳德·贝里执导的1977年法国电影《片刻疯狂》（Un moment d'égarement）的重拍片:363，主要演员有迈克尔·凯恩、约瑟夫·博洛尼亚、米歇尔·约翰逊、黛米·摩尔和瓦莱丽·哈勃，在巴西首都里约热内卢取景拍摄。凯恩和博洛尼亚扮演两位富有的公司高管带各自的家人到里约度假，而凯恩竟然和博洛尼亚十几岁的女儿（约翰逊）发展出一段恋情。影片的专业评价还是很差，不过票房收入还算差强人意。
1986年多南担任了第58届奥斯卡颁奖典礼电视直播节目的制片人，同年他也为一部流行电视剧《蓝色月光》执导了一段歌舞曲目，并导演了莱昂纳尔·里奇歌曲《在天花板上跳舞》（Dancing on the Ceiling）的音乐影片:336–337。1989年，南卡罗莱纳大学授予他美术荣誉博士学位。上台致辞时多南表示他认为自己是独一无二跳踢踏舞而获得博士学位的人，然后就开始为台下的众毕业生们表演踢踏舞:333–334。同时多宁还在罗伯特·雷德福的请求下到圣丹斯协会讲授了一场有关电影歌舞片的研讨会:338。
1993年多南本准备执导并监制罗伯特·路易斯·史蒂文森小说《化身博士》改编的歌舞片版本电影，迈克尔·杰克逊担任主演。但由于之后杰克逊受到了猥亵男童的指控，这一计划最终被取消:337。这年晚些时候多南执导了音乐剧《红舞鞋》的舞台剧版本，他在正式开演仅6周前接替了原来的导演。不过该剧一共只上演了4天:337–338。1998年，之前从未得到过奥斯卡奖肯定的多南终于获得了一座荣誉奖，当晚马丁·西科塞斯颁发了这座奖，还制作了一个多南电影作品片段集锦在现场播放。
1999年的《情书》是多南的最后一部电视电影，该片于1999年4月在美国广播公司的频道首播，斯蒂文·韦伯和羅娜·蓮妮主演，根据同名舞台剧改编。韦伯出演一位成功的联邦参议员，发现失去联系很长时间的爱人（琳妮）刚刚去世，两人多年来都只是通过信件交流，而韦伯开始以翻看自己收集的老情书来怀念琳妮。多南原期望将之拍为一部在影院上映的电影，但却无法得到任何一个大型制片公司的财政支持，于是只好将项目带到了美国广播公司。2002年他还导演了女友伊莲·梅的音乐剧《成人娱乐》。

## 影响

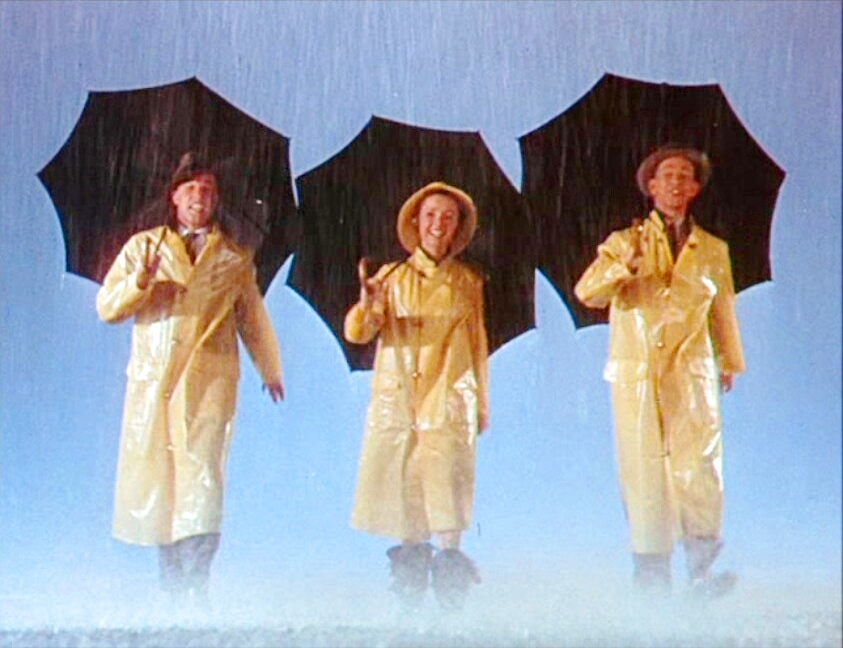
凯利、雷诺斯和奥康纳在《雨中曲》的开场片头中

多南的职业生涯中最大的竞争对手是另一位歌舞片导演文森特·明尼利，他执导过《火树银花》、《蓬车队》、《一个美国人在巴黎》和《金粉世界》等多部成功的歌舞片，并且还曾因《金粉世界》获得第31届奥斯卡导演奖。与多南一样，明尼利也是米高梅公司的一位签约电影导演，电影学者们也经常将两人的作品进行比较。据多南传记作者史蒂芬·西尔弗曼（Stephen Silverman）所说，评论家们往往“表达了对多南大胆且直截了当导演风格明显的偏好，而不是明尼利的印象派视觉风和表现主义性格动机”，不过大部分电影导演则表示更中意明尼利的作品:191–192。与两人都合作过的迈克尔·基德曾形容明尼利对他人建议的开放程度远不及多南。电影评论家则指出两位导演对镜头的把握习惯也大不相同，明尼利经常使用向前和向后追踪拍摄手法，而多南则首选水平跟踪和升降镜头拍摄，并且评论家还认为多南这一风格更适合于电影舞蹈段落的拍摄:191–192。
不过也并非所有的电影评论家都称赞多南，大卫·汤姆森就很反感多南后期的所有喜剧片，但还是称赞了他引导“歌舞片得意洋洋地走到户外......甚至明尼利也没有这种令人耳目一新的曲段可以与之媲美。而且也很少有人能像他这样将歌曲、舞蹈和故事情节融合在一起。”安德鲁·萨瑞斯则认为多南缺乏个人风格并且过于依赖他人才能拍摄出更好的电影:311–312。黛比·雷诺斯也对他执导《雨中曲》的贡献轻描淡写，表示“斯坦利只管摆弄镜头，因为斯坦利不会跳舞”:182–183。
崇拜多南的电影导演有林赛·安德森:317、查理·卓别林:169、朱尔斯·达辛:165、威廉·弗莱德金、 让-吕克·戈达尔:259、斯坦利·库布里克:316、卡雷尔·赖兹:55、马丁·西科塞斯和弗朗索瓦·特吕弗:317。他的导演技巧也得到了包括赛德·查里斯:209和奥黛丽·赫本:xi – xv在内演员的称赞。他的作品还影响了之后的歌舞片导演比尔·康顿和罗伯·马歇尔。2011年的电影《艺术家》中也有向《雨中曲》致敬的情节设计，多南也于之后出席其在洛杉矶举行的首映式时称赞了这部电影。

### 电影舞蹈
多南创作了一系列广受好评的热门电影。他对电影艺术最大的贡献在于将歌舞片从较接近百老汇剧场音乐剧的风格转变为歌舞与剧情结合更紧密、更具备大银幕电影特色的风格。之后的电影学者将其命名为“电影舞蹈”（“cine-dance”，一种只能在电影中表现出来的舞蹈形式），而其起源就是多南和凯利合作的电影:34。
电影学者凯西·查尼斯（Casey Charness）形容“电影舞蹈”是“一种之前从来没有人做到过的将电影和舞蹈各自独特优势相融合（的结晶）”，他还补充道，多南和凯利“似乎将好莱坞的舞蹈从简单地展示舞蹈或镜头技巧提高到了一种将两者相结合的境界，既能表现出舞者的能力又能追求摄影镜头的效果……（他们）在舞蹈和镜头之间发展出了一种平衡从而……可以鼓舞摄影师和编舞都努力创造出最为理想的效果:6。”凯利曾说多南是他所知唯一一位知道如何将音乐剧拍得更与电影风格相符的人，两人合作的电影为特技效果、动画制作、剪辑和摄影创立了新的标准:156。

## 与金·凯利的关系
多南与金·凯利之间的关系很复杂，他在两人合作数十年后多次苦涩地谈起这位以前的朋友和导师。凯利进入晚年后从来没有明确地对多南表示过负面看法:204。不过，多南的作记作者史蒂芬·西尔弗曼曾断言，凯利的言论经常带有居高临下的意味，并且“一直试图抹杀两人合作电影中多南的贡献”:48。他们之间冲突的原因既有私人性质的（他们都曾与舞蹈演员珍妮·科尼结婚），也有专业性质的（多南一直感觉凯利没有平等地对待自己）。两人在1944至1955年间一起执导过3部电影，并且都曾是另外4部电影的舞蹈指导（以及非正式的助理导演）。

### 珍妮·科尼
科尼是一位出生于1923年的专业舞蹈演员和舞蹈指导。7岁那年她报名加入了位于宾夕法尼亚州约翰斯敦的金·凯利舞蹈工作室，并对凯利一见倾心:29，这份感情也一直留在她的心里:97:40。二十多岁时，科尼来到纽约追寻自己的舞蹈生涯，并且入选《众星拱月》剧组而重新见到凯利并认识了多南:89，1940年代初，她与两人一起搬到了好莱坞:91并在米高梅公司担任舞蹈演员和舞蹈指导:97。1948年，她与多南私奔:188，但两人的婚姻关系很快变得紧张:137并于1950年分居，一年后两人离婚:97。婚姻期间多南曾向科尼吐露过自己与凯利在《锦城春色》合作过程中的无奈，却发现她马上就站在了凯利一边:202。科尼曾在凯利拍摄《锦城春色》、《夏日天堂》和《一个美国人在巴黎》期间担任其私人助理，并且与多南结婚后曾继续工作直至去世。有传言声称凯利与科尼在她和多南婚后和离婚后都有私情:137，而多南也爱上了凯利的首任夫人贝琪·布莱尔:91, 194。不过布莱尔的自传中没有提到过任何凯利和科尼的私情，同样也没有提及与多南有过任何浪漫关系。不过她有提到多南和科尼的婚姻并不幸福:165，而且他与自己和凯利的关系都很亲近:114–115。
凯利一直认为多南与科尼冲动的婚姻表现出其情感上的不成熟并且缺乏良好的判断能力:194，在一次采访中他曾说“珍妮与斯坦利的婚姻从一开始就注定要失败，因为每次斯坦利看着珍妮，他都（把她）看成了自己所爱的贝琪，而珍妮每次看向斯坦利，我猜她都会看到我。无论哪一种情况这都够乱套的:235。”凯利与布莱尔的婚姻于1957年结束，他之后便于科尼住在了一起，两人于1960年结婚并有了两个孩子:235–236，科尼之后被确诊患有白血病并于1973年去世:253。2012年11月首映的百老汇音乐剧《多么美好的感觉》（What A Glorious Feeling）就是以多南、凯利和科尼的三角恋情以及《雨中曲》的拍摄为题材。

### 职业冲突
多南与凯利在百老汇舞台剧《酒绿花红》中初识:28，并在1941年的《众星拱月》中成为合作伙伴和朋友:31。两人的关系被形容与《雨中曲》的唐·洛克伍德（Don Lockwood）和科斯莫·布朗（Cosmo Brown）两个角色比较类似，凯利是一个表演明星而多南则是值得信赖的搭档:45。凯利曾形容多南就像是他的儿子一样:48，多南一开始视凯利为偶像，但仍发现他“冷酷、粗暴和自负”:74。虽然多南曾称凯利是“他电影职业生涯的一块跳板”，但他还是表示米高梅的制片人罗杰·艾登斯才是对自己帮助最大的人:90。
很多人相信多南的一切都是凯利的功劳，凯利的传记作者克里夫·赫塞豪恩曾形容多南“没有任何特定身份或明显的天赋......只是个想要挤进演艺圈的南方孩子:40。”多南曾说他是自己想要来到好莱坞的:39，其他来源则认为他是跟随帮助自己找到第一份工作的凯利:40。凯利有时会在公众面前作出宠幸多南的样子:194，或是在排练《封面女郎》时训斥他不能跟上自己的舞步:62:134，这让多南感到很尴尬，不过他也承认自己并不是一个很出众的演员:5。
尽管多南对凯利开始日益感到不满:193–194，但他还是可以在两人合作时克制感情并保持一个专业的态度:202。两人之间的紧张气氛最终在《好天气》拍摄过程中爆发了，多南前不久完成了《七对佳偶》和《我心深处》两部成功的作品，因此不想再和凯利合作:206。这是两人首次在片场进行争吵，这一次的多南信念上也比之前要强了很多:233–234，之后差点就退出了电影的制作:212，两人的友谊也就此宣告终结:84。
多南的成功:84:232与文森特·明尼利执导《蓬岛仙舞》的失利形成了鲜明对比，该片也是凯利主演的，并且他也希望可以自己来导演:231–232。另外凯利亲自执导雄心勃勃的电影《心声幻影》于1954年完成，但米高梅一直到1956年才发行，并且上映后虽然赢得第6届柏林国际电影节金熊奖，可是票房表现却很低迷:170–171:209。凯利还曾试图在另外两部电影中转变戏路，成为也能出演严肃题材或角色的演员，但都是失败的作品，并且他与布莱尔的婚姻也走到了尽头:84。拍摄《七对佳偶》期间，多南经常抱怨资金上的捉襟见肘让他无法在更好的地点拍摄，而《蓬莱仙境》却获得了一笔要高很多的预算:197。
晚年的多南曾表示自己对凯利实在无话可说，在1991年一次向康登和格林致敬的活动上凯利曾公开发表讲话表示多南“需要（自己）才能长大”，但又补充道“我需要斯坦利站在摄影机的后面”:214，他还形容多南在米高梅时就像给他端牛奶的小孩子:156。虽然多南经常抱怨凯利在两人合作的作品中从未给予他应得的功劳，但凯利还是认为《起锚》中老鼠杰瑞的剧段:146以及《封面女郎》中影子跳出窗外和真人一起表演的戏码都有其一份功劳:134。1992年多南曾说道，“我很感激他，但我早已十倍偿还。而且他得到的金钱报酬也远远胜过我:213。”贝琪·布莱尔则在之后接受的采访中声称对多南的苦涩“深感惊讶和困惑”:116。

### 导演生涯
多南与凯利两人贡献的相对重要程度已经有评论家进行过讨论，大卫·汤姆森写道：“要对多南职业价格进行评价的困难在于：在他们合作的过程中，两人各自究竟做了哪些工作？多南作为导演其真实的地位到底怎样？”汤姆森表示：“金·凯利的职业生涯中没有任何迹象证明他可以在没有多南的情况下独立拍摄好《雨中曲》里面那些升降镜头”。不过片场的报告也指出，凯利曾在镜头设置和拍摄期间骑上摄像机的吊杆:207。多南自己则表示：“等到你也做过上千万次之后，除了极少数情况以外，你也没法记住到底谁干了些什么的”:26。作曲家索尔·卓别林（Saul Chaplin）则说道“金是一位主导者，而斯坦利是个跃跃欲试而且很有才华的学生。”拍摄《锦城春色》期间，从米高梅公司到制片部门的所有备忘录和信函都是专门向多南报告而非凯利:106。
不过，女演员凯瑟琳·弗里曼曾表示当人们到访《雨中曲》的片场时，他们会根据自己在无声片时代的类似经验要求与凯利进行交流:207。《雨中曲》的艺术指导兰道尔·杜尔也表示，“金在负责，斯坦（利）与金合作并且也有一些好主意，但对于金来说自己虽然很尊重他，但仍然当他是个在办公室打杂的。不过两人的组合很优秀，因为他们都能容忍对方:42。”
如果将多南和凯利各自没有对方参与的作品加以比较，多南一般无论在评论还是商业上都比凯利要成功。凯利1969年的电影《你好多莉！》是电影史上最昂贵的歌舞片，但是其发行后票房惨淡，几乎彻底终结了歌舞片这一类型电影:345。

## 个人生活

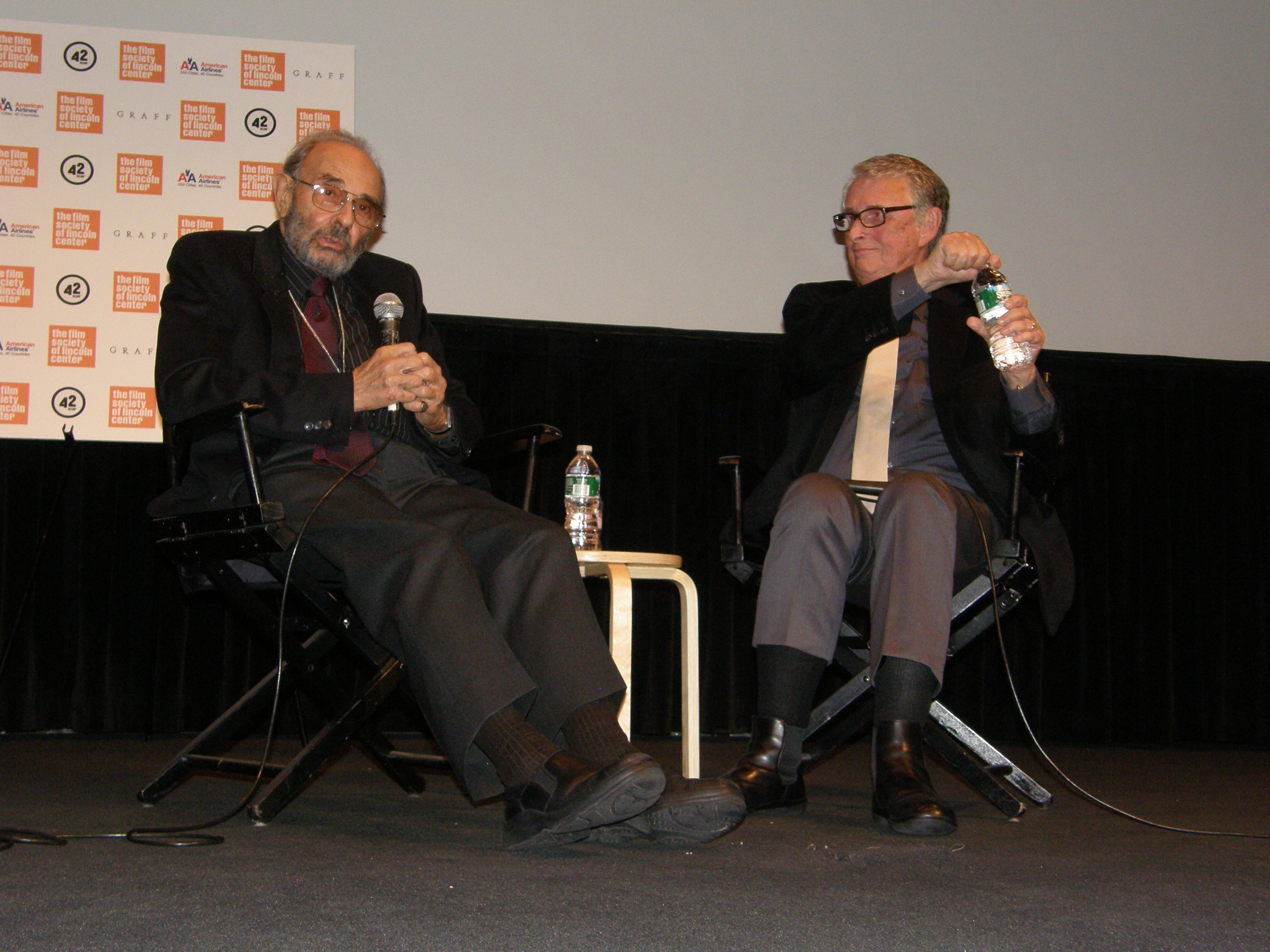
2010年多南与迈克·尼科尔斯出席在林肯中心举行的回顾展

多南结过5次婚，但均以离婚收场。他一共有3个孩子。首任妻子是珍妮·科尼，她是一位舞蹈指导和演员，两人于1948年4月14日结婚，1951年5月离婚:97；第二位太太是女演员玛丽昂·马歇尔，她曾是霍华德·霍克斯的门徒，两人于1952年成婚后有两个儿子，长子彼得·多南（Peter Donen）出生于1953年，次子乔书亚·多南（Joshua Donen）出生于1955年，夫妻俩于1959年离婚后马歇尔改嫁给了男演员罗伯特·瓦格纳，而多南也搬到了英格兰定居，两人为了儿子们的监护权还打过一段官司。多南的第三个夫人是阿黛尔·奥康纳·比提（Adelle O'Connor Beatty）伯爵夫人，她曾是大卫·比蒂伯爵的第二位妻子。多南与她于1960年结婚，1962年两人的儿子马克·多南（Mark Donen）出世，一家三口一起生活在伦敦:275–276，不过1969年夫妻两人分居，并最终于1971年离婚:276。多南的第四位妻子是美国女演员叶维特·咪米克斯，两人于1972年结婚，1985年离婚，不过离婚后仍然保持着好友关系:334。第五位妻子则是比多南年轻36岁的帕梅拉·布拉登（Pamela Braden），多南认识她仅4天后就求了婚，两人于1990年结婚至1994年离婚:335。
1940年代初多南在百老汇工作时曾约会过女演员朱迪·霍利德:262，他还在首次离婚后与伊丽莎白·泰勒约会过一年:137–139。他目前的长期伴侣是编剧兼导演伊莲·梅，两人与1999年就开始约会，多南还声称曾向她求婚“172次”。
多南的长子彼得·多南曾是位视觉特效艺术家，参与过包括《超人III》、《太空炮弹》《伯恩的身份》在内多部电影的制作。2003年，50岁的彼得因心脏病发去世。次子乔书亚·多南则是位电影制片人，曾在包括《致命的快感》和《堕入地狱》等多部电影和电视剧集《斯巴达克斯：血与沙》中担任制片人。幼子马克也曾在多南执导的1984年浪漫喜剧片《半熟米饭》中出任助理制片人。1959年，多南的父亲莫德凯在南卡罗莱纳州的博福特去世，终年59岁:323–324；母亲海伦则于1989年在同一个州去世，享年84岁，多南在丧礼上作了悼词:333。
随着2000年代比利·怀尔德、伊利亚·卡赞、罗伯特·怀斯和朱尔斯·达辛相继去世，使斯坦利·多南成為硕果仅存的好莱坞黄金时代电影导演。他多次出席电影节和回顾展之类的活动，并且直到2012年时都还在为电影发展出谋划策。2010年的紀录片《斯坦利·多南：事在人为》就是围绕他来拍摄的。
2019年2月21日，多南在紐約市因心臟衰竭而去世，享耆壽94歲，留下兩個兒子。

## 作品

### 电影
| 导演     | 导演                         | 导演 | 导演                                    |
| 年份     | 片名                         | 主要演员 | 补充说明                                |
| -------- | ---------------------------- | --- | --------------------------------------- |
| 1949     | 《锦城春色》                 | 金·凯利、法蘭克·辛納屈、朱尔斯·蒙辛、安·米勒、比蒂·嘉瑞特、维拉-艾伦                                            | 与金·凯利共同执导                       |
| 1951     | 《王室的婚礼》               | 弗雷德·阿斯泰尔、简·鲍威尔、彼特·劳福德、莎拉·丘吉尔                                                            |                                         |
| 1952     | 《玉女求凰》                 | 拉里·帕克斯、伊丽莎白·泰勒                                                                                      |                                         |
| 1952     | 《雨中曲》                   | 金·凯利、唐纳德·奥康纳、黛比·雷诺斯、简·哈根                                                                    | 与金·凯利共同执导并任舞蹈指导           |
| 1952     | 《无畏的费根》               | 珍妮特·利、卡尔顿·卡朋特                                                                                        |                                         |
| 1953     | 《彩鳳嬉春》                 | 黛比·雷诺斯、玛吉·钱皮恩、高尔·钱皮恩、鲍勃·福斯、库特·卡兹纳、海伦·伍德（Helen Wood）                          | 兼舞蹈指导                              |
| 1954     | 《七对佳偶》                 | 霍华德·基尔、简·鲍威尔                                                                                          |                                         |
| 1954     | 《我心深处》                 | 何塞·费勒、海伦·特劳贝尔、梅尔·奥伯伦                                                                           |                                         |
| 1955     | 《好天气》                   | 金·凯利、丹·戴利、迈克尔·基德、赛德·查里斯、多萝莉斯·格蕾                                                       | 与金·凯利共同执导并任舞蹈指导           |
| 1957     | 《甜姐儿》                   | 奥黛丽·赫本、弗雷德·阿斯泰尔、凯·汤普森                                                                         |                                         |
| 1957     | 《睡衣仙舞》                 | 多丽丝·黛、约翰·瑞特、卡罗尔·汉尼                                                                               | 与乔治·艾博特共同执导并任制片人         |
| 1957     | 《香吻盟》                   | 加里·格兰特、苏齐·帕克、简·曼斯费尔德、雷·沃尔斯顿、拉瑞·布莱登                                                 |                                         |
| 1958     | 《钓金龟》                   | 加里·格兰特、英格丽·褒曼                                                                                        | 兼制片人                                |
| 1958     | 《失魂记》                   | 泰布·亨特、格温·沃顿、雷·沃尔斯顿                                                                               | 与乔治·艾博特共同执导，同时也担任制片人 |
| 1960     | 《风流寃家》                 | 尤·伯连纳、凯·肯戴尔                                                                                            | 兼制片人                                |
| 1960     | 《国王与冒险家》             | 尤·伯连纳、米基·盖纳、诺埃尔·考沃德                                                                             | 兼制片人                                |
| 1960     | 《绿苑春浓》                 | 加里·格兰特、黛博拉·蔻儿、罗伯特·米彻姆、简·西蒙斯                                                              | 兼制片人                                |
| 1963     | 《谜中谜》                   | 加里·格兰特、奥黛丽·赫本、沃尔特·马修、詹姆斯·柯本、乔治·肯尼迪                                                 | 兼制片人                                |
| 1966     | 《谍海密码战》               | 格里高利·派克、索菲娅·罗兰                                                                                      | 兼制片人                                |
| 1967     | 《丽人行》                   | 奥黛丽·赫本、阿尔伯特·芬尼                                                                                      | 兼制片人                                |
| 1967     | 《迷魂阵》                   | 彼得·库克、达德利·摩尔、伊莲诺·布罗、拉蔻儿·薇芝                                                                | 兼制片人                                |
| 1969     | 《楼梯》                     | 雷克斯·哈里森、理查德·伯顿                                                                                      | 兼制片人                                |
| 1974     | 《小王子》                   | 鲍勃·福斯、理查德·基利、吉恩·怀尔德、史蒂文·华纳（Steven Warner）                                               | 兼制片人                                |
| 1975     | 《幸运女士》                 | 丽莎·明尼利、吉恩·哈克曼、伯特·雷诺兹                                                                           |                                         |
| 1978     | 《电影电影》                 | 乔治·C·斯科特、翠施·范·德沃尔、莱德·巴顿斯、埃里·瓦拉赫、巴瑞·波斯威克、巴瑞·波斯威克、迈克尔·基德、阿尔特·卡尼 | 兼制片人                                |
| 1980     | 《土星三号》                 | 柯克·道格拉斯、费拉·福赛特、哈威·凯特尔                                                                         | 兼制片人                                |
| 1984     | 《半熟米饭》                 | 迈克尔·凯恩、约瑟夫·博洛尼亚、米歇尔·约翰逊、黛米·摩尔、瓦莱丽·哈勃                                             | 兼制片人                                |
| 1999     | 《情书》                     | 斯蒂文·韦伯、羅娜·蓮妮                                                                                          | 电视电影                                |
| 编舞     |                              | |                                         |
| 年份     | 片名                         | 主演 | 导演                                    |
| 1943     | 《众星拱月》                 | 露西尔·鲍尔、威廉·盖克斯顿                                                                                      | 爱德华·巴兹尔                           |
| 1944     | 《封面女郎》                 | 丽塔·海华丝、金·凯利                                                                                            | 查尔斯·维多                             |
| 1944     | 《菜鸟记》（Hey, Rookie）    | 安·米勒、乔·贝瑟、拉里·帕克斯                                                                                   | 查尔斯·巴顿                             |
| 1944     | 《即兴演奏》（Jam Session）  | 安·米勒、杰西·巴克、路易斯·阿姆斯特朗                                                                           | 查尔斯·巴顿                             |
| 1944     | 《堪萨斯小猫》               | 琼·戴维斯、鲍博·克罗斯比、简·弗拉兹                                                                             | 德尔·洛德                               |
| 1945     | 《起锚》                     | 金·凯利、法蘭克·辛納屈、凯瑟琳·格雷森                                                                           | 乔治·西德尼                             |
| 1945     | 《墨西哥假期》               | 沃尔特·皮金、洛娜·马赛、罗迪·麦克道尔                                                                           | 乔治·西德尼                             |
| 1946     | 《健兒春色》                 | 范·强生、基南·怀恩、帕翠茜娅·柯克伍德                                                                           | 查尔斯·马丁（Charles Martin）           |
| 1947     | 《高调人生》                 | 金·凯利、玛丽·麦克唐纳德、查尔斯·温宁格                                                                         | 格雷戈里·拉·卡瓦                        |
| 1947     | 《出手不凡》                 | 埃丝特·威廉斯、吉米·杜兰特                                                                                      | 理查德·索普                             |
| 1947     | 《霸王麦盖》（Killer McCoy） | 米基·鲁尼、布莱恩·唐莱维、安·布莱思                                                                             | 罗伊·罗兰德                             |
| 1948     | 《大城市》（Big City）       | 玛格丽特·奥布赖恩、罗伯特·普雷斯顿、丹尼·托马斯                                                                 | 诺曼·陶罗格                             |
| 1948     | 《玉女嬉春》                 | 华莱士·比里、简·鲍威尔、伊丽莎白·泰勒、卡门·米兰达、罗伯特·斯塔克                                               | 理查德·索普                             |
| 1948     | 《强盗之吻》                 | 法蘭克·辛納屈、凯瑟琳·格雷森、J·卡罗尔·耐什、里卡多·蒙特尔班、安·米勒、赛德·查里斯                              | 拉兹罗·本内德克                         |
| 1949     | 《出场开赛》                 | 金·凯利、法蘭克·辛納屈、埃丝特·威廉斯、比蒂·嘉瑞特、朱尔斯·蒙辛、爱德华·阿诺德                                  | 巴斯比·伯克利                           |
| 1951     | 《非同凡响》                 | 简·拉塞尔, 格劳乔·马克斯, 法蘭克·辛納屈                                                                         | 欧文·康明斯                             |
| 1953     | 《艷陽春色》                 | 维托里奥·加斯曼、尼娜·弗彻、皮耶尔·安杰利、若译·格瑞科                                                          | 诺曼·福斯特                             |
| 其它作品 |                              | |                                         |
| 年份     | 片名                         | 职位 | 导演                                    |
| 1943     | 《众星拱月》                 | 舞蹈演员 | 爱德华·巴兹尔                           |
| 1949     | 《出场开赛》                 | 与金·凯利一起创作故事                                                                                           | 巴斯比·伯克利                           |
| 1955     | 《天命》                     | 影片拍摄的最后3天和补拍、重拍的1天接替离开的导演文森特·明尼利，但未列入主创人员名单                             | 文森特·明尼利                           |
| 1986     | 《蓝色月光》                 | 其中一集的舞蹈指导                                                                                              | 克里斯蒂安·I·奈比二世、斯坦利·多南      |
| 1986     | 《Dancing on the Ceiling》   | 执导莱昂纳尔·里奇歌曲的音乐影片                                                                                 | 斯坦利·多南                             |
| 1986     | 第58届奥斯卡金像奖           | 颁奖典礼电视直播制片人                                                                                          | 马蒂·马塞塔                             |
| 2010     | 《斯坦利·多南：事在人为》    | 对其生活和事业采访的纪录片                                                                                      | 克拉拉·库帕伯格、朱丽娅·库帕伯格        |

### 舞台作品
| 舞台                           | 舞台                                | 舞台                         | 舞台        |
| 出演日期                       | 剧名                                | 职位                         | 说明        |
| ------------------------------ | ----------------------------------- | ---------------------------- | ----------- |
| 1940年12月25日至1941年11月29日 | 《酒绿花红》                        | 舞蹈演员                     |             |
| 1941年10月1日至1942年7月4日    | 《众星拱月》                        | 舞蹈演员、助理舞蹈指导、合唱 |             |
| 1942年10月14日至1942年12月12日 | 《精英乐队》（Beat the Band）       | 舞台经理、助理舞蹈指导       |             |
| 1946年4月18日至1948年1月10日   | 《称呼我先生》                      | 附加舞蹈指导                 | 未列名      |
| 1985年7月2日至1986年5月18日    | 《雨中曲》                          | 原作电影舞蹈指导             |             |
| 1993年12月16日至1993年12月19日 | 《红舞鞋》                          | 导演                         |             |
| 2002年12月11日至2003年4月13日  | 《成人娱乐》（Adult Entertainment） | 导演，舞蹈指导               | 伊莲·梅编剧 |

### 奖项和荣誉
| 奖项 | 奖项                                       | 奖项                                      | 奖项 |
| 年份 | 组织                                       | 奖项                                      | 结果 |
| ---- | ------------------------------------------ | ----------------------------------------- | ---- |
| 1952 | 美国导演工会                               | 最佳导演（《雨中曲》，和金·凯利并列）     | 提名 |
| 1954 | 美国导演工会                               | 最佳导演（《七对佳偶》）                  | 提名 |
| 1957 | 美国导演工会                               | 最佳导演（《甜姐儿》）                    | 提名 |
| 1958 | 美国导演工会                               | 最佳导演（《失魂记》，和乔治·艾博特并列） | 提名 |
| 1967 | 美国导演工会                               | 最佳导演（《丽人行》）                    | 提名 |
| 1967 | 圣塞瓦斯蒂安国际电影节                     | 金贝壳奖（《丽人行》）                    | 获奖 |
| 1986 | 戏剧桌奖                                   | 最佳编舞（原始版本）：《雨中曲》          | 提名 |
| 1989 | 洛杉矶影评人协会                           | 事业成就奖                                | 获奖 |
| 1989 | 南卡罗莱纳大学                             | 美术荣誉博士                              | 获奖 |
| 1995 | 国家评论协会                               | 比利·怀尔德奖                             | 获奖 |
| 1995 | 旧金山国际电影节                           | 黑泽明奖                                  | 获奖 |
| 1996 | 棕榈泉国际电影节                           | 导演成就奖                                | 获奖 |
| 1998 | 奥斯卡金像奖                               | 奥斯卡荣誉奖                              | 获奖 |
| 1999 | 棕榈滩国际电影节                           | 终身成就奖                                | 获奖 |
| 1999 | 约瑟夫·普拉托奖                            | 终身成就奖                                | 获奖 |
| 1999 | 美国电影剪辑师艾迪奖                       | 金艾迪年度电影人奖                        | 获奖 |
| 2000 | 美国作曲家、作家和发行商协会电影电视音乐奖 | 作品奖                                    | 获奖 |
| 2001 | 萨凡纳电影节                               | 约翰尼·梅瑟奖                             | 获奖 |
| 2002 | 美国电影摄影师协会                         | 董事会奖                                  | 获奖 |
| 2004 | 威尼斯电影节                               | 事业金狮奖                                | 获奖 |
| 2007 | 波士顿大众管弦乐团                         | 致敬演出                                  |      |
| 2009 | 阿斯泰尔奖                                 | 道格拉斯·瓦特2009终身成就奖               | 获奖 |
| 2010 | 林肯中心电影协会                           | 长达一周的致敬和回顾展                    | 活动 |
| 2011 | 以色列电影节                               | 终身成就奖                                | 获奖 |

## 扩展阅读
- Blair, Betsy. . Alfred A. Knopf. 2003. ISBN 0-375-41299-9.
- Casper, Joseph A. . Scarecrow Press. 1983. ISBN 0-8108-1615-6.
- Charness, Casey. . New York University. 1977. ISBN 0632043792.
- Hess, Earl J.; Dabholkar, Pratibha. . University Press of Kansas. 2009. ISBN 0-7006-1656-X.
- Hirschhorn, Clive. . W.H. Allen. 1984. ISBN 0-491-03182-3.
- Silverman, Stephen M. . New York: Knopf. 1996. ISBN 0-679-41412-6.
- Thomson, David.  5. Alfred A. Knopf. 2010. ISBN 0-307-27174-9.
- Wakeman, John. . The H. W. Wilson Company. 1988: 273–282. ISBN 0-8242-0763-7.
- Yudkoff, Alvin. . Back Stage Books. 1999. ISBN 0-8230-8813-8.